# Nikita Zadorow
Nikita Siergiejewicz Zadorow (ros. Никита Сергеевич Задоров; ur. 16 kwietnia 1995 w Moskwie) – rosyjski hokeista.

## Kariera klubowa
- Krasnaja Armija Moskwa (2011–2012)
- London Knights (2012-2014)
- Buffalo Sabres (2013-2015)
- Colorado Avalanche (2015-2020)
  -  San Antonio Rampage (2015-2016)
- Chicago Blackhawks (2020-2021)
- Calgary Flames (2021-)

Wychowanek CSKA Moskwa. W juniorskim zespole klubu Krasnaja Armia grał w rozgrywkach Mołodiożnaja Chokkiejnaja Liga sezonu MHL (2011/2012), po czym w KHL Junior Draft w 2012 został wybrany przez macierzysty klub z numerem 4. W tym samym roku został wybrany w drafcie do kanadyjskiej ligi juniorskiej CHL przez zespół London Knights, po czym wyjechał do Kanady i od 2012 grał w jego barwach w lidze OHL, zdobywając z zespołem mistrzostwo rozgrywek. Po roku w drafcie NHL z 2013 został wybrany przez amerykański klub Buffalo Sabres. We wrześniu 2013 podpisał kontrakt wstępny na grę w NHL, po czym w sezonie 2013/2014 gra nadal w OHL, jednak równolegle został wezwany do Buffalo i 25 października 2013 zadebiutował w lidze NHL i rozegrał siedem meczów i został przekazany z powrotem do London. Od końca czerwca 2015 zawodnik Colorado Avalanche (wraz z nim jego rodak Michaił Grigorienko). We wrześniu 2017 przedłużył kontrakt o dwa lata. W październiku 2020 przeszedł do Chicago Blackhawks. Pod koniec lipca 2021 ogłoszono jego angaż do Calgary Flames.

## Kariera reprezentacyjna
Reprezentował kadry juniorskie Rosji. Uczestniczył w turniejach mistrzostw świata do lat 17 w 2012, do lat 18 edycji 2012, do lat 20 edycji 2014. W kadrze seniorskiej uczestniczył w turnieju mistrzostw świata edycji 2019. W składzie reprezentacji Rosyjskiego Komitetu Olimpijskiego (ang. ROC) brał udział w turnieju MŚ edycji 2021.

## Sukcesy
Reprezentacyjne
- Brązowy medal mistrzostw świata juniorów do lat 20: 2014
- Brązowy medal mistrzostw świata: 2019

Klubowe
- Srebrny medal MHL: 2012 z Krasną Armią Moskwa
- Wayne Gretzky Trophy: 2012 z London Knights
- Hamilton Spectator Trophy: 2012 z London Knights
- Holody Trophy: 2012 z London Knights
- J. Ross Robertson Cup - mistrzostwo OHL: 2012 z London Knights

Indywidualne
- OHL i CHL 2012/2013:
  - Pierwszy skład gwiazd pierwszoroczniaków OHL
  - CHL Top Prospects Game
- Mistrzostwa Świata Juniorów w Hokeju na Lodzie 2014/Elita:
  - Pierwsze miejsce w klasyfikacji strzelców wśród obrońców turnieju: 4 gole[8]
  - Drugie miejsce w klasyfikacji kanadyjskiej wśród obrońców turnieju: 5 punktów
  - Skład gwiazd turnieju[9]
- Mistrzostwa Świata w Hokeju na Lodzie 2021 (elita):
  - Pierwsze miejsce w klasyfikacji +/- turnieju: +11[10]